# Kokový čaj

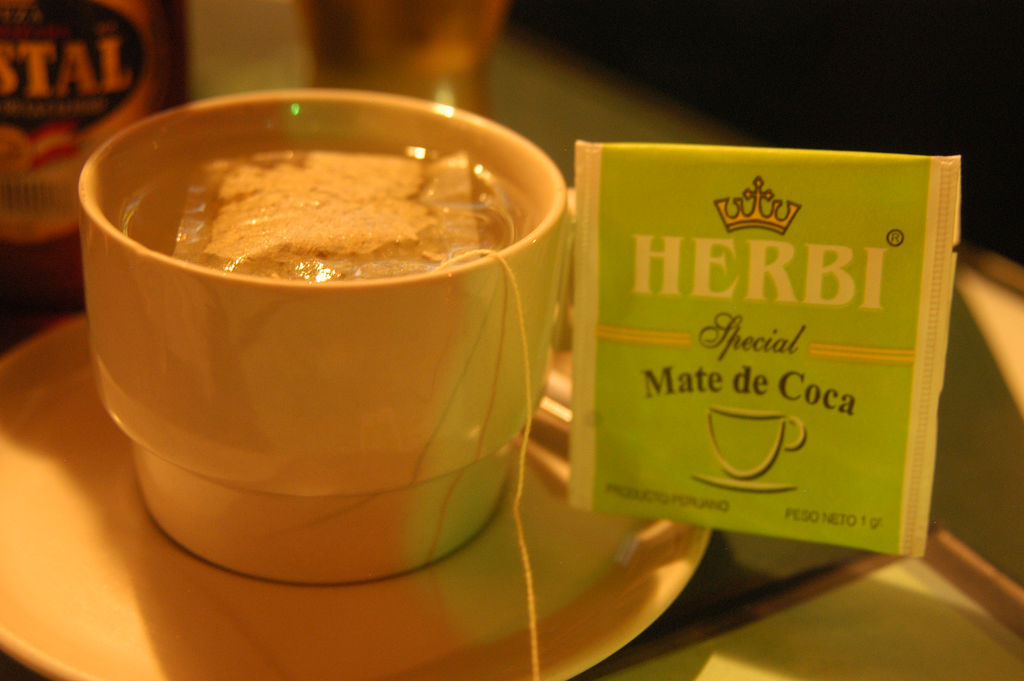
Sáčkované mate de coca

Kokový čaj, neboli mate de coca je bylinný čaj z listů kokainovníku (Koka pravá), velmi oblíbený v Latinské Americe, zejména v zemích, ve kterých je koka pěstována (Bolívie, Ekvádor a Peru). Jeden šálek mate de coca je připraven zhruba z jednoho gramu koky, jenž obsahuje 2 až 5 mg kokainu. Mimo zcela bezpečnou, avšak účinnou dávku tohoto alkaloidu, obsahuje kokový čaj i velké množství minerálů (vápník, draslík, fosfor) a vitaminů, především thiamin, riboflavin, vitamín C a vitamín E, Vitamín B . Mate de coca je pro obyvatelstvo And velmi významné stimulans a zdraví prospěšný adaptogen, používaný pro léčbu vysokohorské nemoci, zažívacích obtíží, jako analgetikum a afrodiziakum.
Chuť kokového čaje je přirovnávána ke slabému, mírně slazenému zelenému čaji, či čaji kopřivovému. Účinek je poté připodobňován k silné kávě, ačkoliv mate de coca má mnohem nižší potenciál navozovat úzkost, či nervozitu, a na druhou stranu je účinnější v povznesení nálady a ostražitosti uživatele.